# Sainte-Eulalie-d'Eymet
Pour les articles homonymes, voir Sainte-Eulalie.
Sainte-Eulalie-d'Eymet est une ancienne commune française située dans le département de la Dordogne, en région Nouvelle-Aquitaine.
Au 1er janvier 2019, elle est intégrée à la commune nouvelle de Saint-Julien-Innocence-Eulalie en tant que commune déléguée.

## Géographie

### Généralités

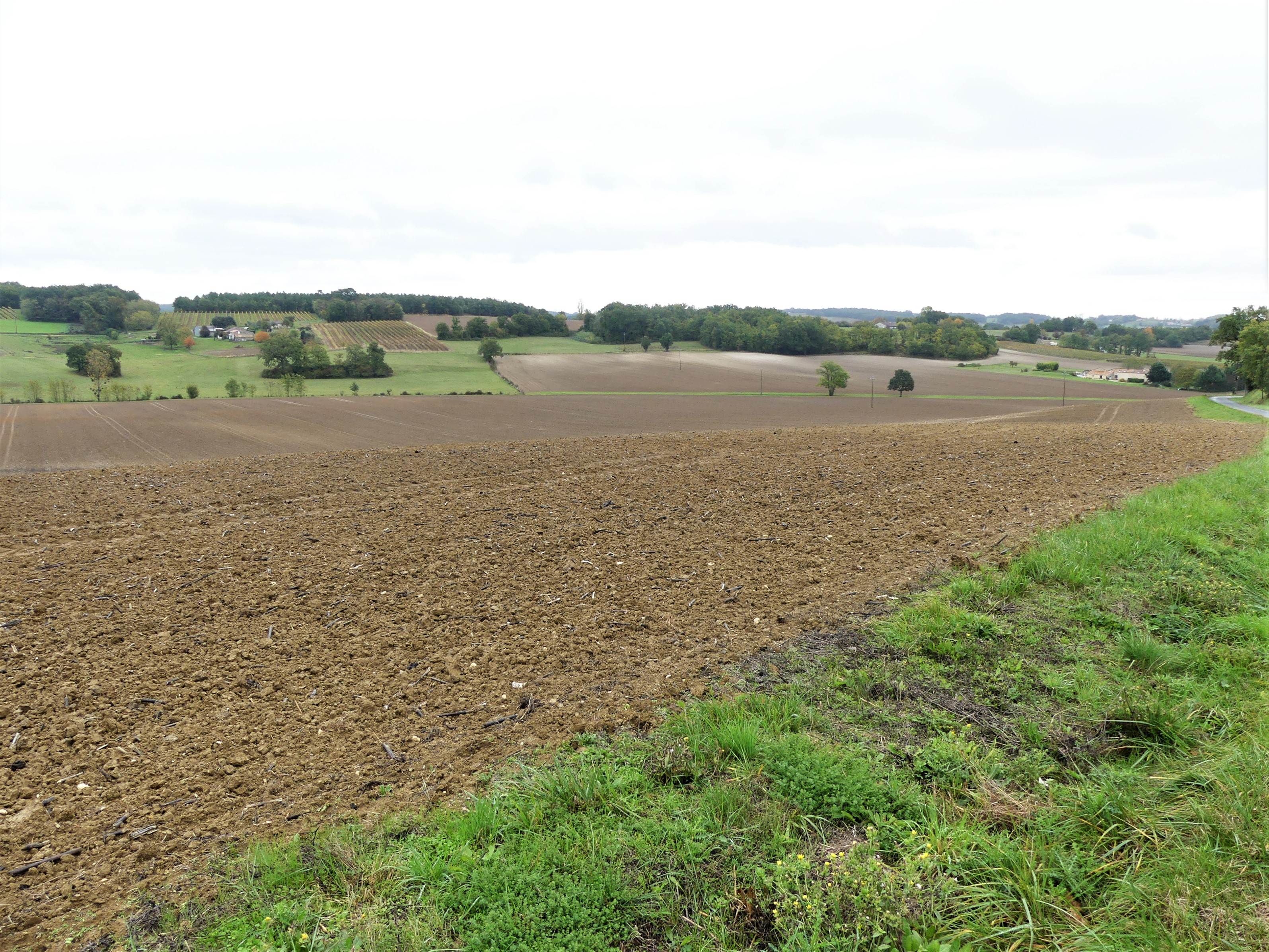
Le vallon de l'Escalette au nord-ouest du lieu-dit Peynau.

Limitrophe du département de Lot-et-Garonne et située dans le quart sud-ouest du département de la Dordogne, en Bergeracois, la commune déléguée de Sainte-Eulalie-d'Eymet s'étend sur 6,72 km2. Représentant la partie occidentale de la commune nouvelle de Saint-Julien-Innocence-Eulalie, elle est bordée  à l'est et au sud-est par l'Escourou, un ruisseau affluent du Dropt.
L'altitude minimale avec 62 mètres se trouve localisée au sud, en aval du lieu-dit le Moulin de la Motte, là où l'Escourou quitte la commune et sert de limite entre celles de Soumensac et d'Eymet. L'altitude maximale avec 150 mètres est située au nord-ouest, au nord du lieu-dit le Noble, en limite de Thénac. Sur le plan géologique, le sol se compose principalement de calcaires oligocènes, hormis en vallée de l'Escourou, recouverte d'alluvions holocènes.
Traversé par la route départementale 18, le petit bourg de Sainte-Eulalie-d'Eymet se situe en distances orthodromiques, quatre kilomètres au nord-nord-ouest d'Eymet et dix-neuf kilomètres au sud-ouest de Bergerac.

### Communes limitrophes

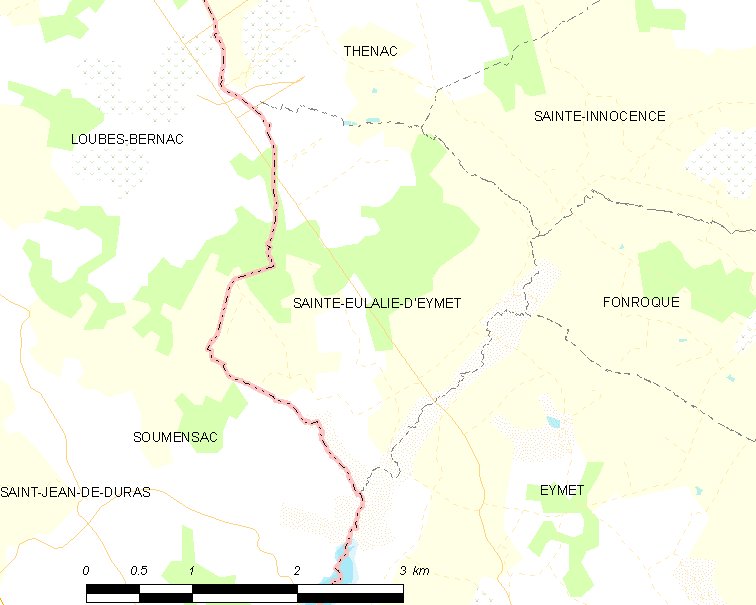
Carte de Sainte-Eulalie-d'Eymet et des communes avoisinantes en 2018, avant la création de la commune nouvelle de Saint-Julien-Innocence-Eulalie.

En 2018, année précédant la création de la commune nouvelle de Saint-Julien-Innocence-Eulalie, Sainte-Eulalie-d'Eymet était limitrophe de six autres communes, dont deux dans le département de Lot-et-Garonne.
| Loubès-Bernac (Lot-et-Garonne) | Thénac                 | Sainte-Innocence |
|                                | Sainte-Eulalie-d'Eymet | Fonroque         |
| Soumensac (Lot-et-Garonne)     |                        | Eymet            |

## Urbanisme

### Villages, hameaux et lieux-dits
Outre le petit bourg de Sainte- Eulalie-d'Eymet proprement dit, le territoire se compose d'autres villages ou hameaux, ainsi que de lieux-dits :
- les Andrieux
- Bas d'Avant
- Bellevue
- le Bois Brûlé
- Bois de Valade
- la Borie
- Casseplégat
- le Château de Gorce
- les Combes
- Croze Tambourne
- l'Ermitage
- Forêt de Casseplegat
- Gaste Soleil
- Goudan
- Graulet
- la Métairie Neuve
- le Moulin de la Motte
- la Noble
- Pascalot
- la Petite
- Peynau
- les Rivailles
- les Saints-Amands
- Tumulus de l'Homme Mort
- le Vignaud.

## Toponymie
La première mention écrite connue du lieu date de l'an 1053 sous la forme Sancta Eulalia, concernant son église, possession de l'abbaye de Sarlat, selon la Gallia Christiana,. Au XVIe siècle, le nom évolue en Sainte-Aulaye puis Sainte-Aulaire en 1760. Au milieu du XVIIe siècle, sur l'Atlas de Johannes Blaeu, le lieu est indiqué sous la forme « S. Eulaire ».
Sur la carte de Cassini représentant la France entre 1756 et 1789, le village est identifié sous le nom de Sainte Eulalie de Puiguillien, en référence à la proximité de Puyguilhem.
À la Révolution, la paroisse devient une commune identifiée en 1793 sous le nom d'Eulalie puis en 1801 Sainte-Eulalie avant de prendre le nom de Sainte-Eulalie-d'Eymet à partir de 1862.
En occitan la commune se nomme Senta Eulària d'Aimet.

## Histoire
Au lieu-dit Saint-Amand, le territoire communal a été occupé par des humains dès le Paléolithique.
L'église du lieu, Sancta Eulalia, y est mentionnée en 1053. En 1265, le roi d'Angleterre Henri III y fait construire une bastide.
Au 1er janvier 2019, la commune fusionne avec Saint-Julien-d'Eymet et Sainte-Innocence pour former la commune nouvelle de Saint-Julien-Innocence-Eulalie. À cette date, les trois communes fondatrices deviennent communes déléguées.

## Politique et administration

### Rattachements administratifs et électoraux
Dès 1790, la commune de Sainte-Eulalie-d'Eymet est rattachée au canton d'Eymet qui dépend du district de Bergerac jusqu'en 1795, date de suppression des districts. En 1801, le canton est rattaché à l'arrondissement de Bergerac.
Dans le cadre de la réforme de 2014 définie par le décret du 21 février 2014, ce canton disparaît aux élections départementales de mars 2015. La commune est alors rattachée au canton du Sud-Bergeracois.

### Intercommunalité
Selon l'arrêté préfectoral no 2011-53 du 25 août 2011, la commune de Sainte-Eulalie-d'Eymet adhère à la communauté de communes Val et Coteaux d'Eymet à compter du 1er janvier 2012. Celle-ci disparaît le 31 décembre 2013, remplacée au 1er janvier 2014 par une nouvelle intercommunalité élargie, la communauté de communes des Portes sud Périgord.

### Administration municipale
La population de la commune étant inférieure à 100 habitants au recensement de 2011, sept conseillers municipaux ont été élus en 2014,. Ceux-ci sont membres d'office du  conseil municipal de la commune nouvelle de Saint-Julien-Innocence-Eulalie, jusqu'au renouvellement des conseils municipaux français de 2020.

### Liste des maires

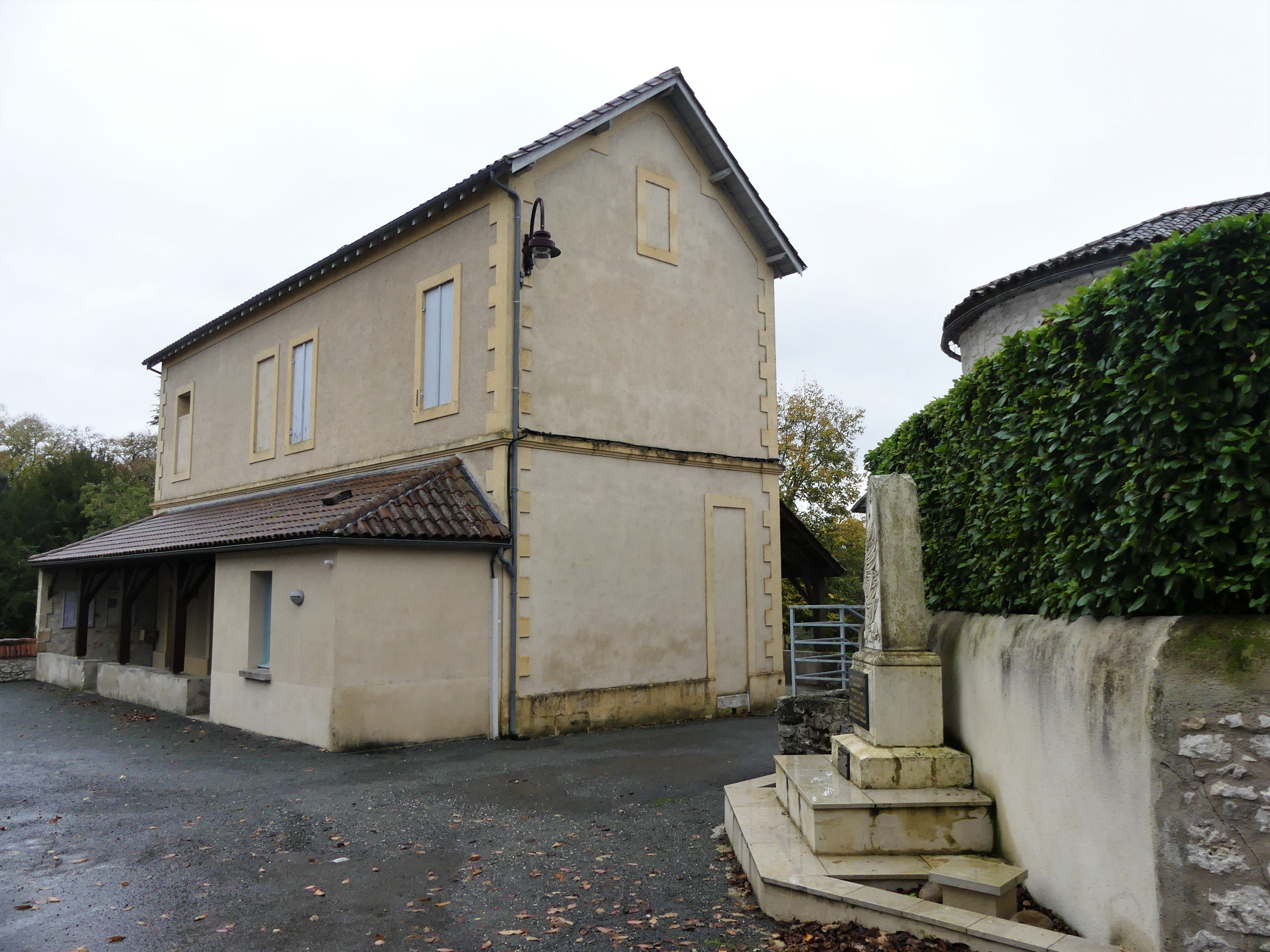
La mairie en 2018.

| Période                                  | Période       | Identité                 | Étiquette | Qualité                                      |
| ---------------------------------------- | ------------- | ------------------------ | --------- | -------------------------------------------- |
| Les données manquantes sont à compléter. |               |                          |           |                                              |
|                                          |               |                          |           |                                              |
| janvier 1878                             | mai 1888      | Jacques Philippe Ramond  |           |                                              |
| mai 1888                                 | mai 1904      | (Jean) Ernest Ramond     |           |                                              |
| mai 1904                                 | 1912          | Pierre Marty             |           |                                              |
| 1912                                     | mai 1912      | Jean Lagrange            |           | Adjoint faisant fonctions de maire           |
| mai 1912                                 | décembre 1919 | Jean Lagrange            |           |                                              |
| décembre 1919                            | mars 1925     | Philippe Ramond          |           |                                              |
| mars 1925                                | 1927          | Alfred Dauttreville      |           |                                              |
| 1927                                     | mars 1927     | (Jean) Léon Fraysse      |           | Adjoint faisant fonctions de maire           |
| mars 1927                                | avril 1939    | (Jean) Léon Fraysse      |           | Cultivateur                                  |
| avril 1939                               | mai 1939      | Gabriel Raynaud          |           | Adjoint faisant fonctions de maire           |
| mai 1939                                 | 1941 ou 1942  | Gabriel Raynaud          |           |                                              |
| 1941 ou 1942                             | 1944          | Roger Reynau             |           | Président de la délégation spéciale          |
| 1944                                     | mars 1983     | Roger Reynau             |           |                                              |
| mars 1983                                | mars 1989     | Yves Villemagne          |           |                                              |
| mars 1989                                | mars 2001     | Pierre Le Naour          |           |                                              |
| mars 2001                                | mars 2008     | Jean-François Villemagne |           | Employé électricien                          |
| mars 2008                                | décembre 2018 | Martial Lajoux           | SE        | Gérant d'exploitation viticole et céréalière |

### Instances judiciaires
Dans les domaines judiciaire et administratif, Sainte-Eulalie-d'Eymet relève : 
- du tribunal d'instance, du tribunal de grande instance, du tribunal pour enfants, du conseil de prud'hommes, du tribunal de commerce et du tribunal paritaire des baux ruraux de Bergerac ;
- de la cour d'assises et du tribunal des affaires de Sécurité sociale de la Dordogne ;
- de la cour d'appel, du tribunal administratif et de la cour administrative d'appel de Bordeaux.

## Démographie
Les habitants de Sainte-Eulalie-d'Eymet se nomment les Eulaliens.
En 2018, dernière année en tant que commune indépendante, Sainte-Eulalie-d'Eymet comptait 84 habitants. À partir du XXIe siècle, les recensements des communes de moins de 10 000 habitants ont lieu tous les cinq ans (2005, 2010, 2015 pour Sainte-Eulalie-d'Eymet). Depuis 2006, les autres dates correspondent à des estimations légales.
Au 1er janvier 2022, la commune déléguée de Sainte-Eulalie-d'Eymet compte 83 habitants.
| 1793 | 1800 | 1806 | 1821 | 1831 | 1836 | 1841 | 1846 | 1851 |
| ---- | ---- | ---- | ---- | ---- | ---- | ---- | ---- | ---- |
| 340  | 199  | 210  | 248  | 265  | 232  | 221  | 207  | 214  |

| 1856 | 1861 | 1866 | 1872 | 1876 | 1881 | 1886 | 1891 | 1896 |
| ---- | ---- | ---- | ---- | ---- | ---- | ---- | ---- | ---- |
| 185  | 196  | 177  | 201  | 187  | 200  | 161  | 157  | 149  |

| 1901 | 1906 | 1911 | 1921 | 1926 | 1931 | 1936 | 1946 | 1954 |
| ---- | ---- | ---- | ---- | ---- | ---- | ---- | ---- | ---- |
| 162  | 163  | 176  | 130  | 135  | 124  | 135  | 139  | 131  |

| 1962 | 1968 | 1975 | 1982 | 1990 | 1999 | 2005 | 2006 | 2010 |
| ---- | ---- | ---- | ---- | ---- | ---- | ---- | ---- | ---- |
| 135  | 105  | 98   | 93   | 79   | 77   | 72   | 71   | 75   |

| 2015 | 2018 | - | - | - | - | - | - | - |
| ---- | ---- | - | - | - | - | - | - | - |
| 84   | 84   | - | - | - | - | - | - | - |

## Économie
Les données économiques de Sainte-Eulalie-d'Eymet sont incluses dans celles de la commune nouvelle de Saint-Julien-Innocence-Eulalie.

## Culture locale et patrimoine

### Lieux et monuments
- Église Saint-Barthélemy[23].
- Manoir de Graulet, avec une tour carrée du XVIIe siècle[24].
- Pigeonnier, au sud-est du bourg.

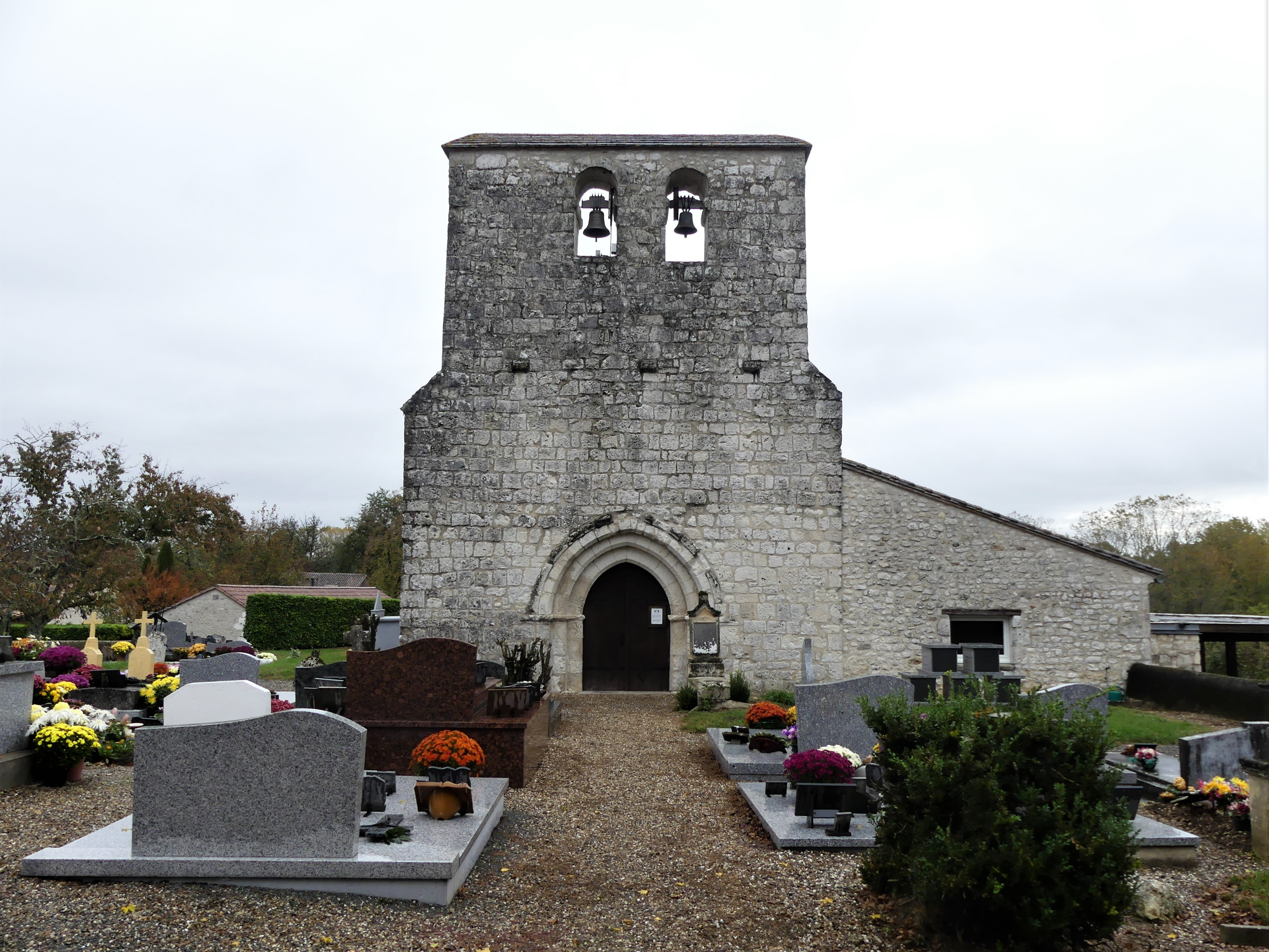
L'église Saint-Barthélemy.
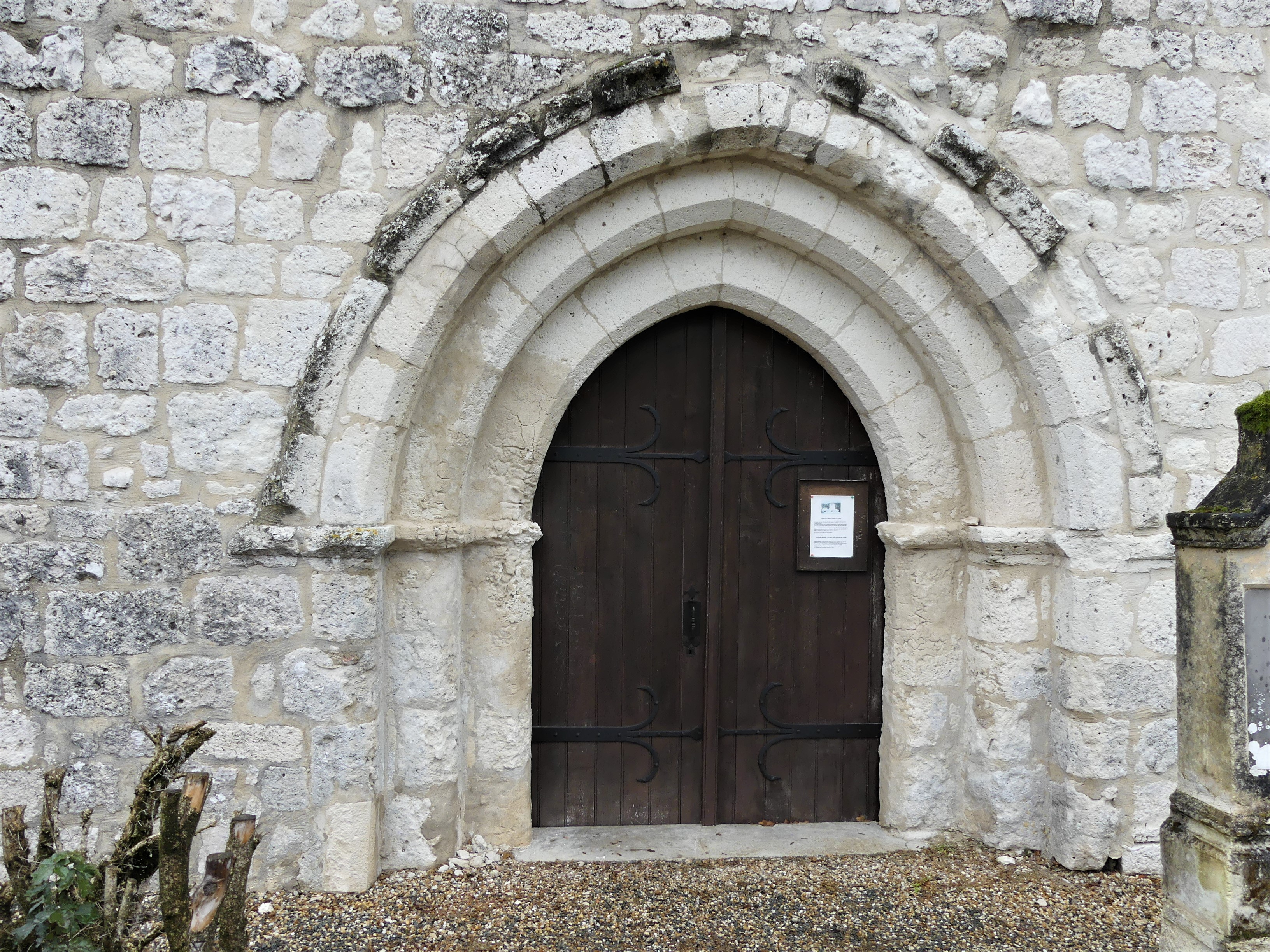
Son portail.
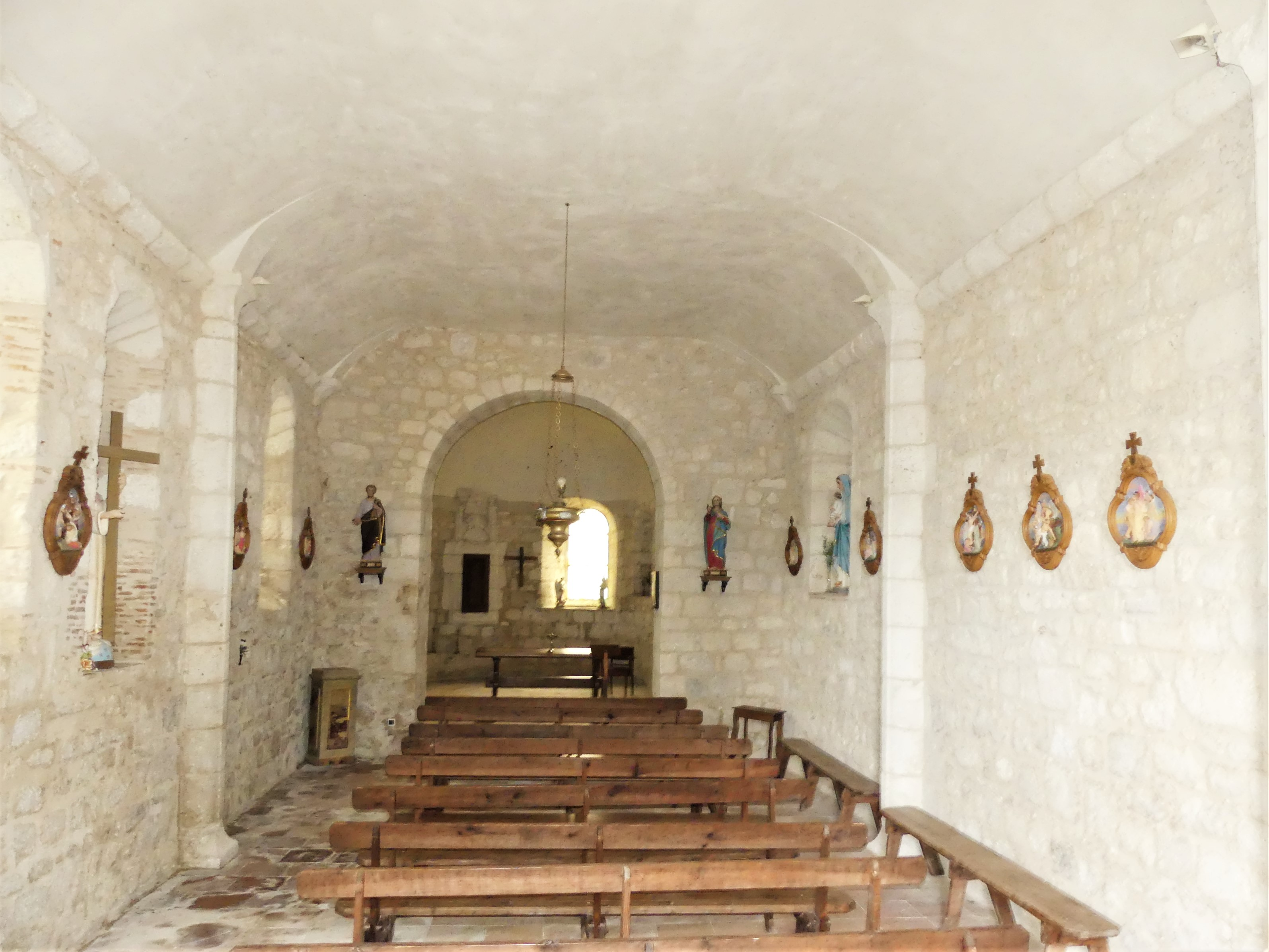
Sa nef.
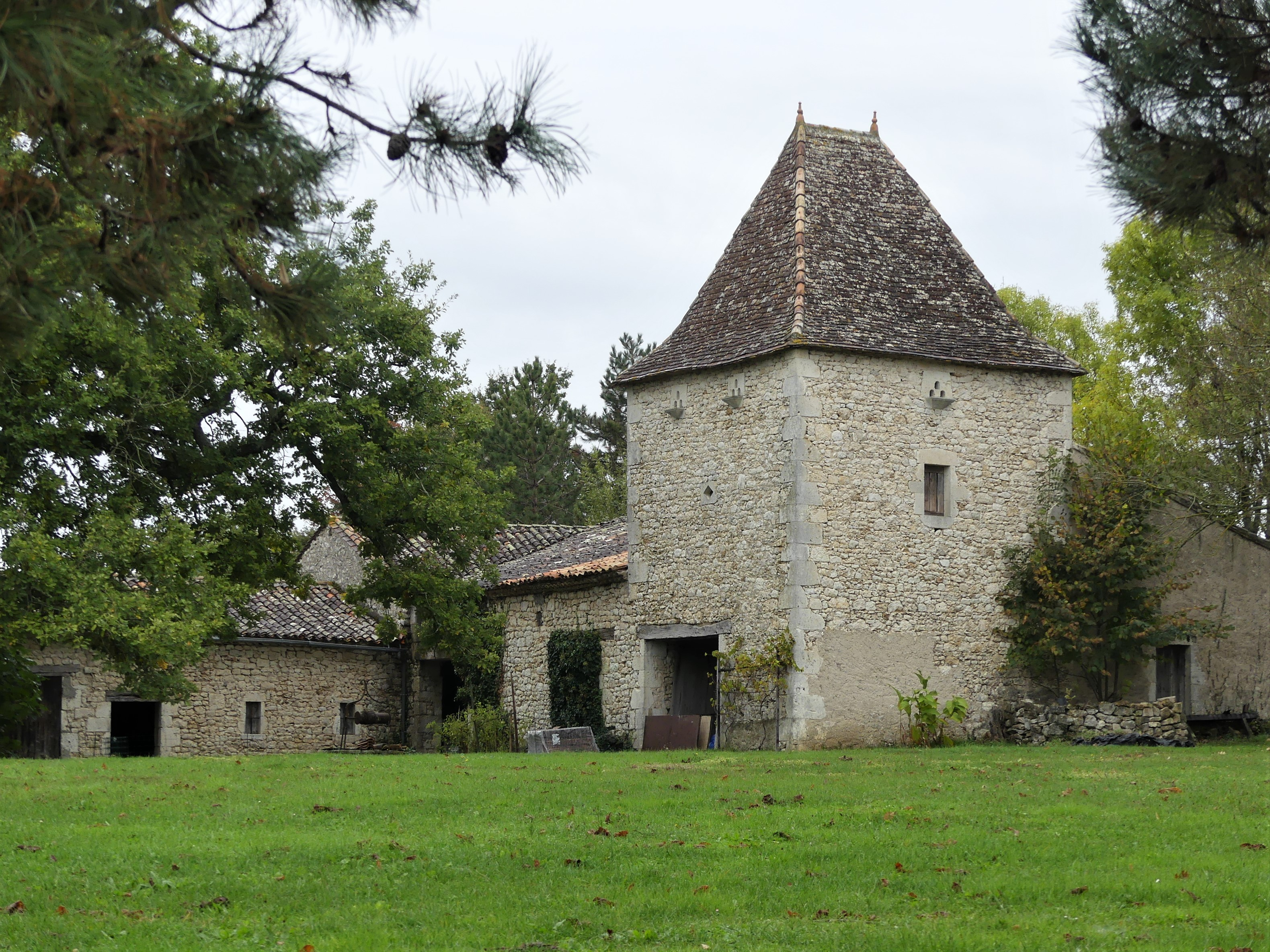
La tour carrée du manoir de Graulet.
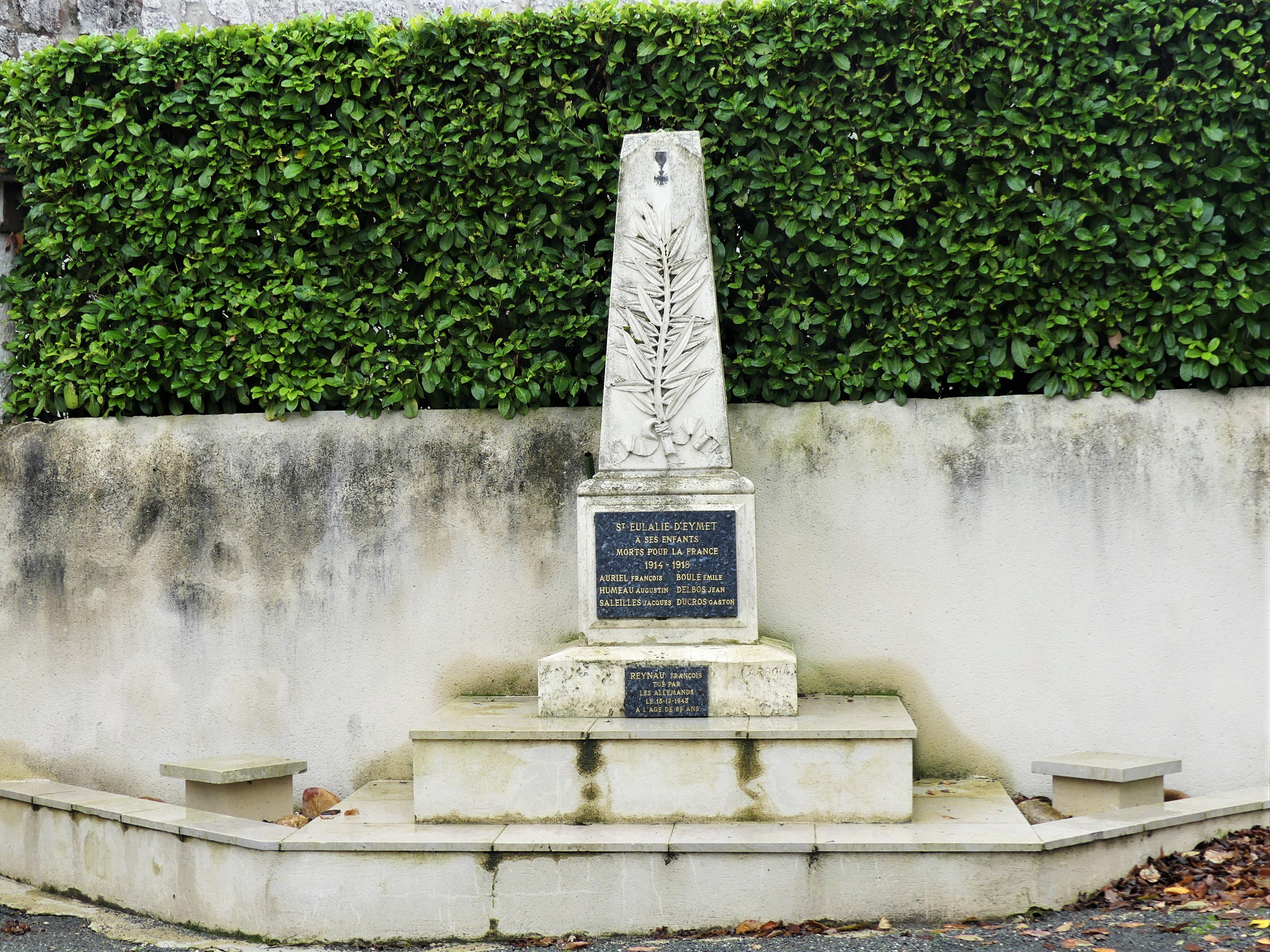
Le monument aux morts.

### Patrimoine naturel
Au sud de la commune, les parties aval des vallées de l'Escourou, de son affluent l'Escalette et de la Gangoulège (affluent de l'Escalette) font partie d'une zone naturelle d'intérêt écologique, faunistique et floristique (ZNIEFF) de type I,. Ces vallées sont situées en amont du lac de l'Escourou devenu un lieu de passage ou d'hivernage pour de nombreuses espèces d'oiseaux.